# 9817 Thersander
9817 Thersander eller 6540 P-L är en trojansk asteroid i Jupiters lagrangepunkt L4. Den upptäcktes 24 september 1960 av den nederländsk-amerikanske astronomen Tom Gehrels och det nederländska astronomparet Ingrid van Houten-Groeneveld och Cornelis Johannes van Houten vid Palomar-observatoriet. Den är uppkallad efter Thersandros i den grekiska mytologin.
Asteroiden har en diameter på ungefär 23 kilometer.